# Osmín Aguirre y Salinas
Osmín Aguirre y Salinas (né le 25 décembre 1889 à San Miguel et mort le 17 juillet 1977 à San Salvador) est un militaire et homme politique salvadorien. 
Il est président du Salvador, du 21 octobre 1944 au 1er mars 1945, dans le cadre d'une succession de régimes militaires.  

## Biographie
Colonel de l'armée salvadorienne, à la tête de la police, Aguirre a dirigé deux coups d'État réussis contre le gouvernement salvadorien : une fois en 1931 (installation du pouvoir de Maximiliano Hernández Martínez) et une autre fois en octobre 1944 (prenant cette fois la tête de l'État pour quelques mois).  
Il quitte le pouvoir en mars 1945, avec l'assurance que son successeur aux prochaines élections sera Salvador Castaneda Castro. 
Il est assassiné par arme à feu près de son domicile à San Salvador, à l'âge de 87 ans. Son assassin est toujours inconnu depuis le jour de son meurtre.